# Pabllo Vittar
Phabullo Rodrigues da Silva (São Luís, Maranhão, 1 de noviembre de 1994), más conocido como Pabllo Vittar, es un cantautor y drag queen brasileño. Nacido en São Luís y criado en ciudades del interior de Maranhão y Pará, a Vittar le gustaba la música influenciada por su madre y se interesó por el arte de las drag queens en su adolescencia. Sus primeras presentaciones profesionales tuvieron lugar en un club nocturno en Uberlandia, Minas Gerais, y ganó atención en Internet luego del lanzamiento de la canción «Open Bar» en octubre de 2015. En diciembre del mismo año, se lanzó su primer extended play (EP), también llamado Open Bar. Al año siguiente, se unió al elenco del programa Amor & Sexo de Rede Globo, haciendo números musicales durante dos temporadas. En 2017, Vittar ganó un reconocimiento al lanzar su álbum debut Vai Passar Mal, que recibió la certificación platino de Pro-Música Brasil (PMB) y generó sencillos como «Nêga», y «Todo Dia». En el mismo año, la drag queen estrena "Vai Passar Mal: The Mixtape", en la que aporta una nueva identidad musical. A partir de 2018, lanzó nuevos EPs, como Ressuscita y 111, certificados oro por la PMB.
Vittar también es conocido por su indiferencia hacia los pronombres específicos de género utilizados para dirigirse a él y hace apariciones públicas con y sin su caracterización artística. Es reconocido como un ícono de género fluido, y también por influir en el interés público de otras drag queens. Su música suele ser una mezcla de hyperpop y industrial pop con géneros variados, incluido brega funky principalmente. Durante su carrera, Vittar ganó un Premio Multishow de Música Brasileña, un Trofeo APCA, un Premio al mejor del año, un MTV Millennial Award, un MTV Europe Music Awards y fue nominado para un Premio Grammy Latino.

## Primeros años y carrera
Phabullo Rodrigues da Silva nació en São Luís, Maranhão, el 1 de noviembre de 1994. Es hijo de la técnica de enfermería Veronica Rodrigues y tiene dos hermanas, una de las cuales es su melliza. Vittar nunca conoció a su padre biológico, que dejó a Veronica embarazada. Pasó parte de su infancia viviendo en ciudades del interior de Maranhão, como Santa Inês, y luego se trasladó a la ciudad de Santa Izabel do Pará, en Pará. Vittar asistió a clases de ballet clásico durante su infancia y afirma haber sido intimidado en sus años escolares debido a sus delicados gestos y su voz aguda, a menudo humillado e incluso agredido físicamente. Al recordar su infancia, dijo:
«Siempre tuve la noción de que era diferente y que no iba a seguir los caminos que un hombre nacido con genitales masculinos tenía que seguir: casarse, tener hijos [...] Sabía que iba a hacer alguna cosa en el mundo para dejar mi marca».
A principios de la adolescencia, Vittar regresó a Maranhão, y vivió en la ciudad de Caxias. En ese momento, comenzó a cantar en fiestas y en el coro de una Iglesia Presbiteriana, así como a actuar en Pop, un programa regional de Caxias, donde interpretó canciones de varios artistas. A los 16 años, Vittar se mudó a Indaiatuba, São Paulo, para intentar comenzar una carrera artística. Sin embargo, no tuvo éxito y terminó trabajando en bares de comida rápida, salones de belleza y como vendedor por teléfono. Fue a esta edad que Vittar asumió su homosexualidad frente a su madre: «no es de extrañar que lo fuera. Siempre me apoyó, de hecho, a toda la familia, a mis hermanas también», dijo el cantante a Marie Claire en una entrevista. Dos años después, se mudó con su familia a Uberlândia, Minas Gerais. Allí, Vittar aprobó el examen de ingreso al curso de Diseño de Interiores en la Universidad Federal de Uberlândia, que luego descartó debido a su horario de espectáculos. A finales de 2011, comenzó a publicar covers en un canal personal de YouTube.
Vittar dijo que siempre estuvo fascinado por el «universo femenino» y se interesó en el arte de las drag queens cuando un novio lo presentó al reality show RuPaul's Drag Race. Al ver el programa, Vittar aprendió que los artistas drag podrían ser más versátiles de lo que pensaba: «Fue una sorpresa, no conocía este lado del drag art. ¡Estaba enamorado! Dije: puedo ser eso allí. Fue una liberación. Cuando estoy estresado, viajo y subcontrato cosas de las que no puedo hablar pero que puedo transmitir a través del maquillaje y la producción». A los 17 años para promocionar la fiesta de un amigo, repartió volantes en la puerta de un club nocturno en Uberlandia; «... Fui a la farmacia, compré un lápiz, un lápiz labial y algunas extensiones tan baratas que terminaron convirtiéndose en un temor». Vittar aprendió a maquillarse viendo tutoriales en YouTube y participó en concursos de belleza antes de comenzar su carrera musical. Vittar solía cantar en las fiestas a las que asistió en la Universidad Federal de Uberlandia y comenzó a actuar profesionalmente como drag queen y cantante en el club nocturno Belgrano de los productores Ian Hayashi y Leocadio Rezende, ubicado en Uberlandia.

## Carrera

### 2015-2017:Open BaryVai Passar Mal
Vittar se mantenía en contacto a través de las redes sociales con Pedro D'Eyrot, uno de los miembros de Bonde do Rolê, quien presentó sus videos al productor Rodrigo Gorky, también miembro del grupo. En una visita a Belgrano, Gorki les pidió a Hayashi y Rezende que le presentaran a Pabllo, que solo conocía a través de Internet. Gorki sugirió a Vittar grabar una versión en portugués de la canción «Lean On» de Major Lazer, que se tituló «Open Bar» y se lanzó en octubre de 2015. El videoclip de la canción, grabado en la casa de un amigo de Vittar con un presupuesto de 600 reales, alcanzó el hito de un millón de visitas en YouTube en menos de cuatro meses. En diciembre de 2015, lanzó el extended play (EP) Open Bar. Además de la canción principal, el EP presenta otras cuatro canciones que son versiones portuguesas de canciones grabadas por artistas como Beyoncé y Rihanna. A excepción de «Open Bar«, —que se autorizó por uno de los autores de «Lean On», Diplo—, todas las canciones del EP y sus videos musicales se eliminaron posteriormente de las plataformas digitales por razones de derechos de autor. Más tarde se incluyó un remix de «Open Bar» en su álbum Vai Passar Mal: Remixes (2017). Poco después del lanzamiento del EP, Vittar comenzó su primera serie de espectáculos, Open Bar Tour, que se extendió a lo largo de todo el 2016 y realizó 120 presentaciones. Vittar finalmente llamó la atención de los productores del programa Amor & Sexo de Rede Globo, quienes lo invitaron a unirse a la banda del programa en 2016. Estuvo en el reparto de la atracción durante la novena y décima temporada y dejó el programa para dedicarse a sus proyectos musicales.

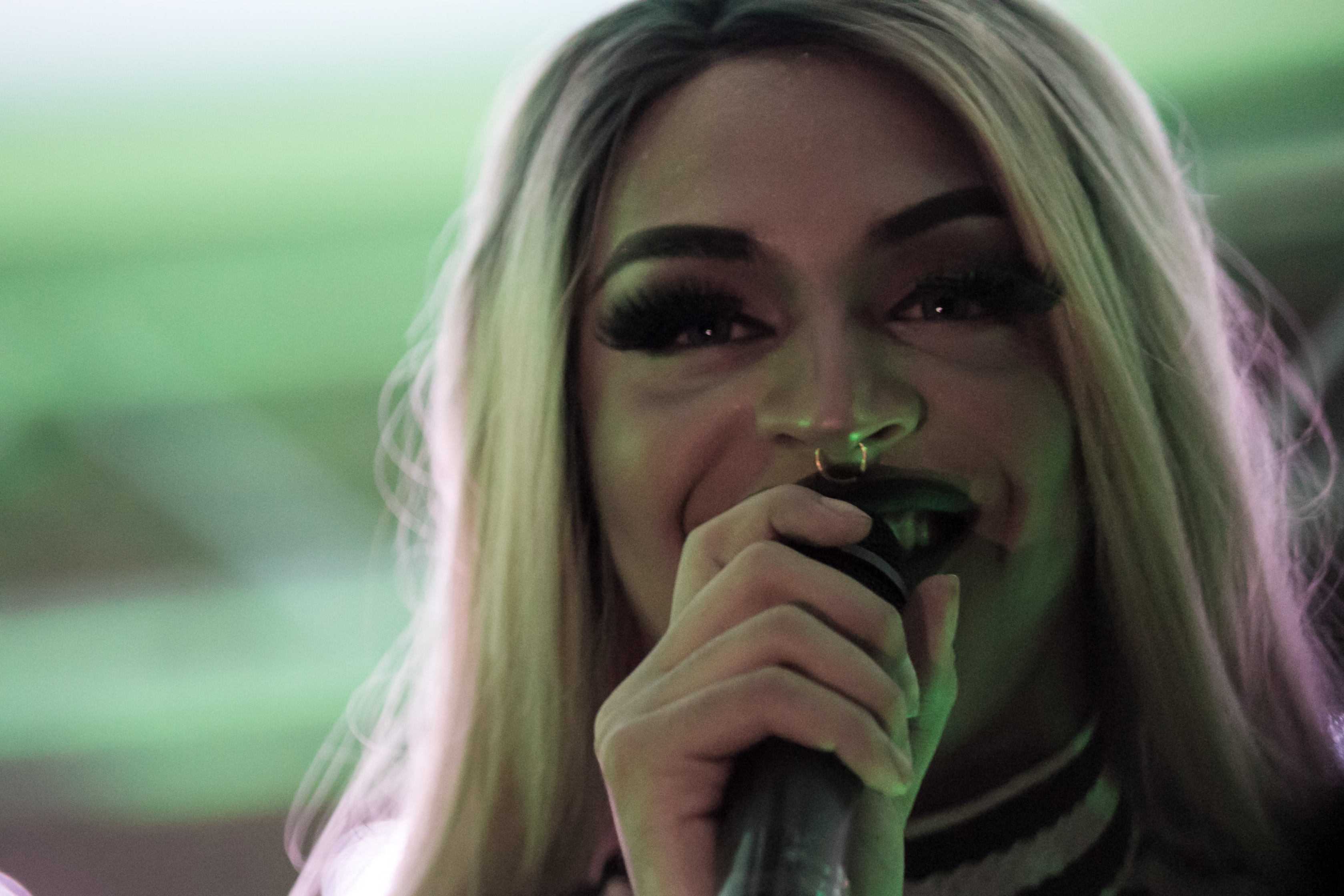
Vittar en el concierto Open Bar Tour en Brasilia, junio de 2016.

En enero de 2017, Vittar lanzó su álbum debut, Vai Passar Mal. El álbum tiene un sonido diverso, incorporando elementos de música pop, trap, house y funk carioca. Luccas Oliveira del periódico O Globo escribió sobre el álbum; «... en general, sus pistas cortas y bien producidas, con letras que exudan la autoestima y la afirmación de Pabllo, hacen del álbum debut del drag queen una hermosa tarjeta de presentación, adaptada al público al que llega». En 2019, Vai Passar Mal recibió la certificación platino de la Pro-Música Brasil (PMB). «Nêga» se lanzó como el sencillo principal del disco, seguido de «Todo Dia», una colaboración con el rapero Rico Dalasam lanzado el 20 de enero de 2017. Este último llamó la atención durante el Carnaval de ese año, el cual lo llevó a actuar en el Carnaval de Bahía.

### 2017-2018:Vai Passar Mal: The Mixtape
En marzo de 2017, Pabllo anunció que se estaba grabando el clip de la canción "K.O", sin embargo, durante el proceso de grabación, la canción fue eliminada de las plataformas digitales debido a una notificación extrajudicial del compositor Pablo Bispo para cuestionar los derechos de autor del acuerdo de derechos, impidiendo el lanzamiento de su video musical.
En abril, Pabllo lanzó "Vai Passar Mal: The Mixtape" con versiones remezcladas de canciones previamente lanzadas por el cantante. Los temas "Indestrutível", "Entao Vai" y "Todos Querem Sim (I Got It)" se trabajaron como singles El traje usado por el artista en el video musical de «Indestrutível» se subastó para recaudar fondos para Casa 1, un proyecto en São Paulo que da la bienvenida a personas LGBT en riesgo.  Para outubro de 2017, Pabllo actuó en el Premio Multishow 2017, presentando las canciones "Nêga", "Todo Dia", "Indestrutível" y otras canciones que fue invitada a presentar, y el video de "Todo Dia" había superado la marca de 100 millones de visitas en YouTube. En febrero de 2018, el sencillo de mixtape «Corpo Sensual» alcanzó el top 70 de la lista Hot 100 Airplay de Billboard Brasil.
En mayo de 2017, Lia Clark lanzó un remix de su canción «Tome Curtindo» en colaboración con Vittar. En junio, se unió a otros artistas para lanzar la canción «Filhos do Arco-Íris», cuyos beneficios beneficiaron la investigación de amfAR. La canción «Sua Cara» con la voz de Anitta y Vittar se lanzó como el segundo sencillo del extended play (EP) Know No Better de Major Lazer en julio. «Sua Cara» alcanzó el número 49 en el Hot 100 Airplay de Billboard Brasil, alcanzó la lista de los diez más populares en Portugal y apareció en el top 30 de las listas Dance/Electronic Songs y World Digital Songs de Billboard. Su video musical se filmó en la parte marroquí del desierto del Sahara y se convirtió en un éxito instantáneo; en el momento de su lanzamiento, era el sexto video musical más visto en sus primeras 24 horas y también el que más rápido en alcanzó un millón de me gusta en YouTube. En agosto, Vittar firmó un contrato de dos álbumes con la discográfica Sony Music y lanzó una colaboración con la cantante Preta Gil titulada «Decote». En septiembre, actuó en el escenario Sunset de la séptima edición del festival Rock in Rio, y participó en el espectáculo de la cantante estadounidense Fergie en el escenario principal. En diciembre, Vittar lanzó Vai Passar Mal: Remixes, una compilación que contiene nuevas versiones de las canciones de su álbum debut. En el mismo mes, la cantante británica Charli XCX lanzó la canción «I Got It» en colaboración con Vittar, Brooke Candy y CupcakKe. MTV Portugal citó a Vittar como una de las principales «revelaciones musicales» de 2017.

### 2018–presente:Não Para Nãoy111
En enero de 2018, Vittar apareció como artista invitado en dos canciones: «Joga Bunda» de Aretuza Lovi y «Eu Te Avisei» de Alice Caymmi. En el mismo mes, Vittar lanzó un documental sobre su vida y carrera en asociación con el servicio de streaming Apple Music. El documental también generó un extended play (EP) que contiene tres canciones lanzadas previamente en versiones en vivo. En abril, Vittar lanzó la canción «Hasta la Vista» en colaboración con Luan Santana y Simone & Simaria, como resultado de la campaña Coca-Cola Fan Feat. El 1 de mayo, estrenó su programa Prazer, Pabllo Vittar en Multishow. Además de las actuaciones musicales, la atracción también contó con entrevistas de Vittar durante un total de cinco episodios. El programa recibió una nominanción para los Premios Rose d'Or y los Premios PromaxBDA Latinoamérica en las categorías de «Entretenimiento y promoción» y «Entretenimiento /música/ variedades», respectivamente. El espectáculo perdió en Rose d'Or y ganó un trofeo de plata en PromaxBDA's. Entre junio y septiembre, Vittar apareció como artista invitado en una serie de colaboraciones, incluyendo «Não Esqueço» del proyecto Niara, «Come e Baza» del cantante angoleño Titica, «Caliente» de la cantante argentina Lali, y «Energía (Parte 2)», el dúo norteamericano Sofi Tukker.

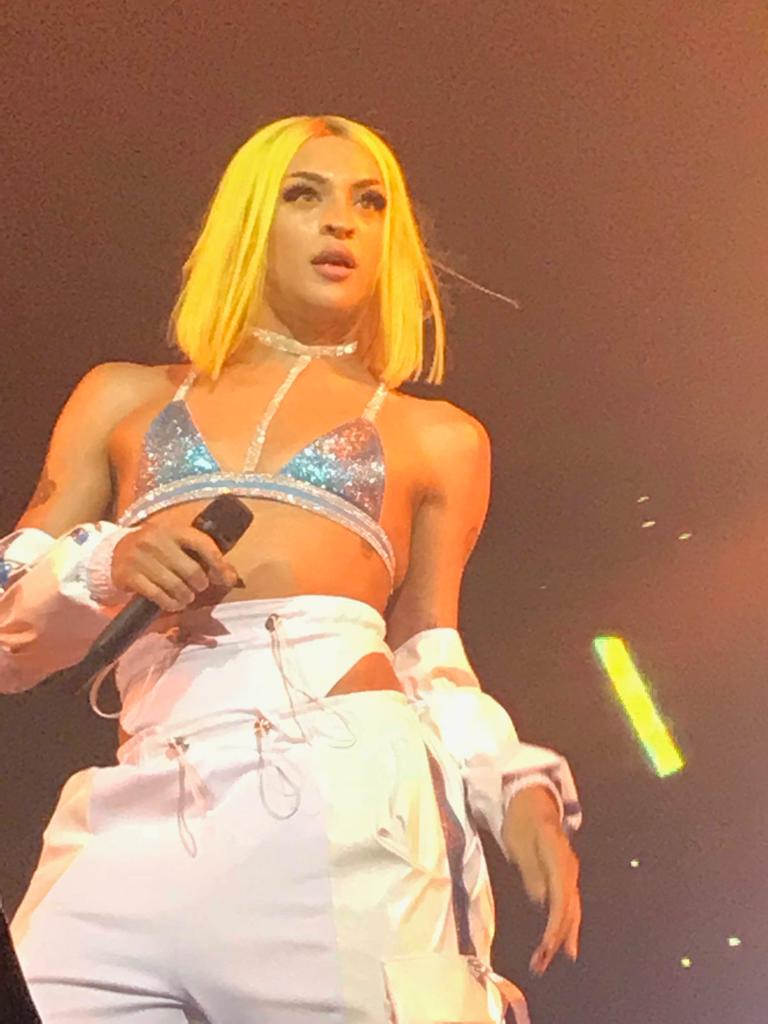
Vittar en la presentación del Não Para Não Tour, noviembre de 2018

El 4 de octubre de 2018, Vittar lanzó su segundo álbum de estudio, Não Para Não. El crítico musical de G1, Mauro Ferreira, dijo: «Lo que fue espontáneo en Vai passar Mal parece estratégicamente calculado en Não Para Não», pero agregó que «nunca resta valor al mérito del bien producido álbum pop con conexiones a la escena internacional». Sin embargo, otros críticos consideraron que Não Para Não no tiene la misma «espontaneidad» que su álbum debut. El álbum demostró ser un éxito comercial; recibió la certificación oro por Pro-Música Brasil (PMB) y Vittar rompió un récord de Spotify Brasil cuando todas las pistas del álbum se incluyeron entre las 50 canciones más populares de la plataforma, incluidas cuatro entre las diez primeras. «Problema Seu» se lanzó como el sencillo principal del álbum, seguido de «Disk Me», «Seu Crime» y «Buzina». En noviembre, comenzó su tercera gira, Não Para Não Tour, con una actuación en São Paulo. La gira tuvo fechas en otros países de América Latina y también en Europa, como México e Inglaterra. En junio de 2019, Vittar comenzó su cuarta gira NPN Pride Tour, una extensión del Não Para Não Tour, con fechas en los desfiles de orgullo LGBT de los Estados Unidos y Canadá. El 7 de noviembre de 2018, Vittar lanzó el video musical de «Highlight», la canción principal de la serie animada de Netflix Super Drags, que se lanzó en plataformas de streaming el 9 del mismo mes. La serie cuenta con la participación de Vittar interpretando al personaje Goldiva. Netflix canceló la serie después de solo una temporada y cinco episodios emitidos. En diciembre de 2018, Vittar resultó  ganador de la categoría «Música» del premio a los Brasileños del año, creado por la revista IstoÉ.
En abril de 2019, el canal de Vittar en YouTube alcanzó mil millones de visitas, totalizando todos los videos publicados. El 13 y 14 de abril, hizo apariciones en los espectáculos de Major Lazer y Sofi Tukker, respectivamente, en el festival de música de Coachella. En mayo, Vittar lanzó su segunda colección, Não Para Não: Remixes, que contiene nuevas versiones de canciones de su segundo álbum de estudio. En junio de 2019, apareció como artista invitado en los sencillos «Garupa» de la cantante Luísa Sonza, y «Amarelo» del rapero Emicida. El 18 de junio, Vittar actuó en la fiesta en honor del cumpleaños de la reina Isabel II del Reino Unido en la sede de las Naciones Unidas en Nueva York, cuyo tema fue «igualdad e inclusión» en celebración del mes del orgullo LGBT y en memoria de la Rebelión de Stonewall.
En mayo de 2019, Vittar anunció los preparativos para el lanzamiento de su tercer álbum de estudio, titulado 111, una referencia a su fecha de nacimiento, el 1 de noviembre. El álbum se dividirá en dos partes que se lanzarán en diferentes fechas. En colaboración con Charli XCX, «Flash Pose» se lanzó como el primer sencillo del proyecto en julio de 2019. La colaboración con Márcio Victor, el cantante de la banda Psirico, «Parabéns» se lanzó como el segundo sencillo del álbum en octubre. La primera parte del álbum 111 se lanzó en formato de extended play el 31 de octubre. «Amor de Que» se convirtió en el tercer sencillo de 111 en diciembre. El 26 de noviembre de 2020, Pabllo Vittar lanzó la versión deluxe de su tercero álbum de estudio, 111 DELUXE.

## Características artísticas

### Estilo musical y voz
Principalmente un artista pop, Pabllo se mueve entre diferentes estilos. Su álbum debut, Vai Passar Mal, mezcla pop con elementos de música electrónica y géneros brasileños como tecnomelody, arrocha, carioca funk y forró. Los críticos de música notaron que su segundo álbum de estudio, Não Para Não, siguió la misma fórmula que Vai Passar Mal. El álbum también explora la música pop con influencias de varios géneros musicales, tanto brasileños como mundiales. Pabllo comentó sobre el álbum: «[...] Viví en Santa Izabel do Pará y escuché cumbia, carimbó, tecnobrega y guitarra. En Maranhão, escuché axe y pagodas bahianas. [...] Pabllo Vittar es todinha en este álbum, no tengo forma de ir en contra de mis orígenes». En general, su música explora temas como el amor, la autoestima y las fiestas.

## Discografía
Álbumes de estudio
- 2017: Vai Passar Mal

Mixtapes
- 2017: Vai Passar Mal: The Mixtape
- 2019: NPN Remixes
- 2020: 111 Deluxe

Extended plays
- 2018: Open Bar
- 2019: 111

Sencillos
| Año  | Disponible          | Canción                                                                        | Sello discográfico          |
| ---- | ------------------- | ------------------------------------------------------------------------------ | --------------------------- |
| 2016 | Lanzamiento (04/11) | Nêga                                                                           | Vai Passar Mal              |
| 2017 | Lanzamiento (20/01) | Todo Dia (Pabllo Vittar × Rico Dalasam)                                        | Vai Passar Mal              |
| 2017 | Lanzamiento (19/04) | Indestrutível                                                                  | Vai Passar Mal: The Mixtape |
| 2017 | Lanzamiento (07/09) | Então Vai                                                                      | Vai Passar Mal: The Mixtape |
| 2017 | Lanzamiento (13/12) | Todos Querem Sim (I Got It) (Pabllo Vittar × SOPHIE × CupcakKe × Brooke Candy) | Vai Passar Mal: The Mixtape |
| 2018 | Lanzamiento (02/02) | Corpo Sensual                                                                  | Vai Passar Mal: The Mixtape |
| 2018 | Lanzamiento (15/08) | Chora e Engole (Pabllo Vittar × Jojo Maronttinni)                              | Ressuscita                  |
| 2018 | Lanzamiento (05/10) | Bandida (Pabllo Vittar × Ludmilla)                                             | Ele Não                     |
| 2018 | Lanzamiento (05/10) | Disk Me                                                                        | Ressuscita                  |
| 2019 | Lanzamiento (26/02) | Buzina                                                                         | Ressuscita                  |
| 2019 | Lanzamiento (26/02) | No Hablo Espanol                                                               | Ele Não / Ressuscita        |
| 2019 | Lanzamiento (26/07) | Me Dê (Pabllo Vittar × Margareth Menezes)                                      | 111                         |
| 2019 | Lanzamiento (31/10) | Parabéns (Pabllo Vittar × Dynho Alves)                                         | 111                         |
| 2020 | Lanzamiento (10/01) | Dois Garotos (Pabllo Vittar × Lil Nas X)                                       | 111                         |
| 2020 | Lanzamiento (20/03) | Rajadão                                                                        | 111                         |
| 2020 | Lanzamiento (27/11) | A Mãe Tá On (Pabllo Vittar × Pocah)                                            | Lilith                      |
| 2021 | Lanzamiento (6/5)   | Triste com T                                                                   | Lilith                      |
| 2021 | Lanzamiento (23/9)  | Ultrassom!                                                                     | Lilith                      |
| 2022 | Lanzamiento (1/4)   | Follow Me (Pabllo Vittar × Rina Sanayama)                                      | Ponte Perra                 |
| 2022 | Lanzamiento (23/9)  | Descontrolada (Pabllo Vittar × Jojo Maronttinni)                               | Noitada                     |
| 2022 | Lanzamiento (3/11)  | A Meia Noite (Pabllo Vittar × Gloria Groove)                                   | Noitada                     |
| 2023 | Lanzamiento (15/2)  | Balinha de Coração (Pabllo Vittar × Luísa Sonza)                               | Noitada                     |
| 2023 | Lanzamiento (23/3)  | Cadeado                                                                        | Noitada                     |
| 2024 | Lanzamiento (19/1)  | Não Desligue o Telefone (Pabllo Vittar × Waldo Squash)                         | -                           |

Colaboraciones
•   2017: "Sua Cara" (con Anitta & Pabllo Vittar)
- 2017: "Filhos do Arco Iris" (con Alice Caymmi, Gloria Groove, Kell Smith, Paulo Miklos, Luíza Possi)
- 2019: "Garupa" (con Luísa Sonza)
- 2020: "Frequente(mente)" (con Chamaleo)
- 2022: "S de Saudade" (con Vitão)
- 2022: "SAL" (con Pedro Sampaio)
- 2024: "LolOLove" (con Princesa Alba)

Remixes
- 2017: "Todo Dia (Remix)" (feat Valesca Popozuda, Ludmilla)
- 2017: "Nêga (Remix)" (feat Ludmilla)
- 2018: "Ai Que Delicia (Remix)" (con Daniel Garcia)
- 2021: "Fun Tonight (Remix)" (con Lady Gaga)

Mashups
| Año  | Disponible          | Canción                                                                                            | Sello discográfico |
| ---- | ------------------- | -------------------------------------------------------------------------------------------------- | ------------------ |
| 2019 | Lanzamiento (20/12) | Disk Me (Quer) (Pabllo Vittar × CyberKills × Jenni Mosello)                                        |                    |
| 2020 | Lanzamiento (29/11) | Rajadão (Let It Rain) (Pabllo Vittar × Alice Glass)                                                | 111 Deluxe         |
| 2021 | Lanzamiento (24/6)  | Correndo de Você (Vai Correndo Atrás) (Pabllo Vittar × JS O Mão de Ouro × Mad Dogz × Dadá Boladão) | Lilith             |
| 2023 | Lanzamiento (4/8)   | Penetra (Pedro Sampaio Mashup) (Pabllo Vittar × O Kannalha × DJ Guuga × MC Pierre × Pedro Sampaio) | AFTER              |